# Comitê Olímpico da Somália
O Comitê Olímpico da Somália (somali:  Guddiga Olimbikada Soomaaliyeed) é o comitê olímpico nacional que representa a Somália em competições olímpicas. Foi fundado em 1959, reorganizado em 1972, e tem como presidente Abdullahi Ahmed Tarabi e secretário-geral Mohammad Abdo Hagi. Sua sede fica em Mogadíscio.